# Filmographie sur la Première Guerre mondiale
La Filmographie sur la Première Guerre mondiale comprend des films, des téléfilms et des séries télévisés de fiction ou de propagande ainsi que des documentaires consacrés aux différents aspects relatifs à la Première Guerre mondiale.

## Introduction
Le cinéma s'est emparé dès le début de ce conflit, d'abord avec des films muets ainsi que des films parlants. Avec le temps, les productions cinématographiques puis télévisuelles se diversifient rapidement pour le public, étant tour à tour de propagande, historiques, comiques, dramatiques ou encore fantastiques proposant un cadre réaliste ou fictionnel.

## Films
| Année | Titre                                                         | Réalisateur(s)                                                            | Pays                                             | Thème                                                                        |
| ----- | ------------------------------------------------------------- | ------------------------------------------------------------------------- | ------------------------------------------------ | ---------------------------------------------------------------------------- |
| 1914  | L'Infirmière                                                  | Henri Pouctal                                                             | France                                           | Front de l'Ouest                                                             |
| 1914  | The German Spy Peril                                          | Bert Haldane                                                              | Royaume-Uni                                      | Espionnage                                                                   |
| 1914  | England Expects                                               | George Loane                                                              | Royaume-Uni                                      | Vie de civil                                                                 |
| 1914  | The Heroine of Mons                                           | Wilfred Noy                                                               | Royaume-Uni                                      | Front de l'Ouest                                                             |
| 1915  | L'Union sacrée                                                | Louis Feuillade                                                           | France                                           | Front de l'Ouest                                                             |
| 1915  | Jack Tar                                                      | Bert Haldane                                                              | Royaume-Uni                                      | Espionnage                                                                   |
| 1915  | Le Sous-marin pirate                                          | Charles Avery et Syd Chaplin                                              | États-Unis                                       | Comédie                                                                      |
| 1915  | Nurse and Martyr                                              | Percy Moran                                                               | Royaume-Uni                                      | Espionnage                                                                   |
| 1915  | For Australia                                                 | Monte Luke                                                                | Australie                                        | Espionnage                                                                   |
| 1915  | Within Our Gates                                              | Franck Harvey                                                             | Australie                                        | Espionnage                                                                   |
| 1915  | The Man Who Stayed at Home                                    | Cecil M. Hepworth                                                         | Royaume-Uni                                      | Espionnage                                                                   |
| 1915  | The Battle Cry of Peace                                       | Wilfrid North et J. Stuart Blackton                                       | États-Unis                                       | Espionnage                                                                   |
| 1915  | How We Beat the Emden                                         | Alfred Rolfe                                                              | Australie                                        | Théâtre océanien de la Première Guerre mondiale (Combat des îles Cocos)      |
| 1915  | How We Fought the Emden                                       | Alfred Rolfe                                                              | Australie                                        | Front du Pacifique                                                           |
| 1915  | Le Noël du poilu                                              | Louis Feuillade                                                           | France                                           | Front de l'Ouest                                                             |
| 1915  | Une page de gloire                                            | Léonce Perret                                                             | France                                           | Front de l'Ouest                                                             |
| 1915  | Mit Herz und Hand fürs Vaterland                              | Jacob Fleck et Luise Fleck                                                | Autriche-Hongrie                                 | Front italien                                                                |
| 1915  | La Course à la mort                                           | Joseph Faivre                                                             | France                                           | Espionnage                                                                   |
| 1915  | The Man Who Stayed at Home                                    | Cecil M. Hepworth)                                                        | États-Unis                                       | Espionnage                                                                   |
| 1916  | Épouses de guerre                                             | Herbert Brenon                                                            | États-Unis                                       | Vie de civil                                                                 |
| 1916  | Civilisation                                                  | Thomas H. Ince                                                            | États-Unis                                       | Front de l'Ouest                                                             |
| 1916  | The Intrigue                                                  | Frank Lloyd                                                               | États-Unis                                       | Espionnage                                                                   |
| 1916  | Jeanne d'Arc                                                  | Cecil B. DeMille                                                          | États-Unis                                       | Front de l'Ouest                                                             |
| 1916  | The Serpent                                                   | Raoul Walsh                                                               | États-Unis                                       | Vie de civil                                                                 |
| 1916  | The Martyrdom of Nurse Cavell                                 | John Gavin et C. Post Mason                                               | Australie                                        | Espionnage                                                                   |
| 1916  | Mit Gott für Kaiser und Reich                                 | Jacob Fleck et Luise Fleck                                                | Empire allemand                                  | Front de l'Est                                                               |
| 1916  | The Joan of Arc of Loos                                       | George Willoughby                                                         | Australie                                        | Front de l'Ouest                                                             |
| 1916  | Maciste, Chasseur alpin                                       | Luigi Romano Borgnetto, Luigi Maggi et Giovanni Pastrone                  | Royaume d'Italie                                 | Front italien                                                                |
| 1916  | The Girl Who Loves a Soldier                                  | Alexander Butler                                                          | Royaume-Uni                                      | Front de l'Ouest                                                             |
| 1916  | Judex                                                         | Louis Feuillade                                                           | France                                           | Espionnage                                                                   |
| 1916  | For the Honour of Australia                                   | Monte Luke                                                                | Australie                                        | Espionnage                                                                   |
| 1916  | Chantecoq, l'espionne de Guillaume                            | Henri Pouctal                                                             | France                                           | Espionnage                                                                   |
| 1916  | Somewhere in France                                           | Louise Glaum et Howard C. Hickman                                         | États-Unis                                       | Espionnage                                                                   |
| 1917  | Over There                                                    | James Kirkwood                                                            | Royaume-Uni                                      | Front de l'Ouest                                                             |
| 1917  | Der magische Gürtel                                           | Hans Brennert                                                             | Empire allemand                                  | Guerre Sous Marine                                                           |
| 1917  | Das Tagebuch des Dr. Hart                                     | Paul Leni                                                                 | Empire allemand                                  | Front de l'Ouest                                                             |
| 1917  | Zwei blaue Jungen                                             | Alwin Neuß                                                                | Empire allemand                                  | Campagne de Méditerranée                                                     |
| 1917  | La Route de l'honneur (The Dark Road)                         | Charles Miller                                                            | États-Unis                                       | Guerre Sous Marine                                                           |
| 1917  | Australia's Peril                                             | Franklyn Barrett                                                          | Australie                                        | Front du Pacifique                                                           |
| 1917  | Der Spion                                                     | Karl Heiland                                                              | Empire allemand                                  | Guerre Sous Marine                                                           |
| 1917  | Souls in Pawn                                                 | Henry King                                                                | États-Unis                                       | Guerre Sous Marine                                                           |
| 1917  | The Secret Game                                               | Jesse Lasky                                                               | États-Unis                                       | Guerre Sous Marine                                                           |
| 1917  | Jan Vermeulen, der Müller aus Flandern                        | Georg Jacoby                                                              | Empire allemand                                  | Front de l'Ouest                                                             |
| 1917  | La Petite Américaine                                          | Cecil B. DeMille et Joseph Levering                                       | États-Unis                                       | Front de l'Ouest                                                             |
| 1917  | The Pride of New York                                         | Raoul Walsh                                                               | États-Unis                                       | Front de l'Ouest                                                             |
| 1917  | Heldenkampf in Schnee und Eis                                 | Gustav Ucicky                                                             | Autriche-Hongrie                                 | Front italien                                                                |
| 1917  | The Happy Warrior                                             | Floyd Martin Thornton                                                     | Royaume-Uni                                      | Vie de civil                                                                 |
| 1917  | La Guerre et le rêve de Momi                                  | Segundo de Chomón                                                         | Royaume d'Italie                                 | Front italien                                                                |
| 1917  | The Birth of Patriotism                                       | E. Magnus Ingleton                                                        | États-Unis                                       | Vie de civil                                                                 |
| 1918  | Inside the Lines                                              | David Hartford                                                            | États-Unis                                       | Espionnage                                                                   |
| 1918  | Till I Come Back to You                                       | Cecil B. DeMille                                                          | États-Unis                                       | Espionnage                                                                   |
| 1918  | Madame Spy                                                    | Douglas Gerrard                                                           | États-Unis                                       | Espionnage                                                                   |
| 1918  | The Road Through the Dark                                     | Edmund Mortimer                                                           | États-Unis                                       | Espionnage                                                                   |
| 1918  | The Eagle's Eye                                               | George Lessey, Wellington A. Playter, Leopold Wharton et Theodore Wharton | États-Unis                                       | Espionnage                                                                   |
| 1918  | Il canto della fede                                           | Filippo Butera                                                            | Royaume d'Italie                                 | Front italien                                                                |
| 1918  | The Woman the Germans Shot                                    | John G. Adolfi                                                            | États-Unis                                       | Espionnage                                                                   |
| 1918  | Over the Top                                                  | Wilfrid North                                                             | États-Unis                                       | Front de l'Ouest                                                             |
| 1918  | Charlot soldat                                                | Charles Chaplin                                                           | États-Unis                                       | Comédie                                                                      |
| 1918  | The Romance of Old Bill                                       | George Pearson                                                            | États-Unis                                       | Comédie                                                                      |
| 1918  | The Belgian                                                   | Sidney Olcott                                                             | États-Unis                                       | Front de l'Ouest                                                             |
| 1918  | Le Sceptique                                                  | Alan Crosland                                                             | États-Unis                                       | Front de l'Ouest                                                             |
| 1918  | On the Jump                                                   | Raoul Walsh                                                               | États-Unis                                       | Comédie                                                                      |
| 1918  | The Bond                                                      | Charlie Chaplin                                                           | États-Unis                                       | Politique                                                                    |
| 1918  | Patriotism                                                    | Raymond B. West                                                           | États-Unis                                       | Front de l'Ouest                                                             |
| 1918  | Cœurs du monde                                                | D. W. Griffith                                                            | États-Unis                                       | Front de l'Ouest                                                             |
| 1918  | N'oublions jamais                                             | Léonce Perret                                                             | États-Unis                                       | Front de l'Ouest                                                             |
| 1918  | Vive la France !                                              | Roy William Neill                                                         | États-Unis                                       | Front de l'Ouest                                                             |
| 1918  | The Legion of Death                                           | Tod Browning                                                              | États-Unis                                       | Front de l'Est                                                               |
| 1918  | The Great Love                                                | D. W. Griffith                                                            | États-Unis                                       | Vie de civil                                                                 |
| 1918  | On the Jump                                                   | Raoul Walsh                                                               | États-Unis                                       | Comédie                                                                      |
| 1918  | The Prussian Cur                                              | Raoul Walsh                                                               | États-Unis                                       | Politique                                                                    |
| 1918  | Patriotism                                                    | Raymond B. West                                                           | États-Unis                                       | Vie de civil                                                                 |
| 1918  | La Petite Vivandière                                          | William Desmond Taylor                                                    | États-Unis                                       | Vie de civil                                                                 |
| 1918  | Peace, Perfect Peace                                          | Arrigo Bocchi                                                             | Royaume-Uni                                      | Vie de civil                                                                 |
| 1918  | My Four Years in Germany                                      | William Nigh                                                              | États-Unis                                       | Vie de civil                                                                 |
| 1918  | The Road to France                                            | Dell Henderson                                                            | États-Unis                                       | Vie de civil                                                                 |
| 1918  | The Service Star                                              | Charles Miller                                                            | États-Unis                                       | Vie de civil                                                                 |
| 1918  | Ikarus, der fliegende Mensch                                  | Carl Froelich                                                             | Empire allemand                                  | Guerre Aérienne                                                              |
| 1918  | The Service Star                                              | Charles Miller                                                            | États-Unis                                       | Guerre Aérienne                                                              |
| 1918  | Sin dejar rastros                                             | Quirino Cristiani                                                         | Argentine                                        | Guerre sous marine                                                           |
| 1919  | La Belgique martyre                                           | Charles Tutelier                                                          | Belgique                                         | Front de l'Ouest                                                             |
| 1919  | J'accuse                                                      | Abel Gance                                                                | France                                           | Front de l'Ouest                                                             |
| 1919  | The Lost Battalion                                            | Burton L. King                                                            | États-Unis                                       | Front de l'Ouest                                                             |
| 1919  | Yankee Doodle in Berlin                                       | F. Richard Jones                                                          | États-Unis                                       | Comédie                                                                      |
| 1919  | The Great Victory                                             | Charles Miller                                                            | États-Unis                                       | Front de l'Ouest                                                             |
| 1919  | Pour le meilleur et pour le pire                              | Cecil B. DeMille                                                          | États-Unis                                       | Vie de Civil                                                                 |
| 1919  | Les Étoiles de la gloire (Stars of Glory ou The Unknown Love) | Léonce Perret                                                             | États-Unis                                       | Vie de Civil                                                                 |
| 1919  | Shadows of Suspicion                                          | Edwin Carewe                                                              | États-Unis                                       | Espionnage                                                                   |
| 1919  | Périlleuse Mission                                            | Irvin Willat                                                              | États-Unis                                       | Espionnage                                                                   |
| 1919  | The Man Who Stayed at Home                                    | Herbert Blaché                                                            | États-Unis                                       | Espionnage                                                                   |
| 1919  | Veritas vincit                                                | Joe May                                                                   | République de Weimar                             | Front de l'Ouest                                                             |
| 1920  | Le Mystère de la Libre Belgique ou les Exploits des 4 as      | Isidore Moray                                                             | Belgique                                         | Mouvement de résistance                                                      |
| 1921  | How Kitchener Was Betrayed                                    | Percy Nash                                                                | États-Unis                                       | Espionnage                                                                   |
| 1921  | Les Quatre Cavaliers de l'Apocalypse                          | Rex Ingram                                                                | États-Unis                                       | Front de l'Ouest                                                             |
| 1922  | Les Trois Revenants                                           | George Fitzmaurice                                                        | États-Unis                                       | Comédie                                                                      |
| 1922  | La Victoire du cœur                                           | Sidney Franklin                                                           | États-Unis                                       | Vie de Civil                                                                 |
| 1923  | La Ville éternelle                                            | George Fitzmaurice                                                        | États-Unis                                       | Vie de Civil                                                                 |
| 1923  | Les Chevaux de bois                                           | Erich von Stroheim et Rupert Julian                                       | États-Unis                                       | Vie de Civil                                                                 |
| 1923  | Three Faces East                                              | Rupert Julian                                                             | États-Unis                                       | Espionnage                                                                   |
| 1924  | La leggenda del Piave                                         | Mario Negri                                                               | États-Unis                                       | Espionnage                                                                   |
| 1925  | Destruction !                                                 | Rowland V. Lee                                                            | États-Unis                                       | Front de l'Ouest                                                             |
| 1925  | A Kiss for Cinderella                                         | James M. Barrie                                                           | États-Unis                                       | Vie de Civil                                                                 |
| 1925  | What Price Gloria ?                                           | Wesley Ruggles                                                            | États-Unis                                       | Front de l'Ouest                                                             |
| 1925  | Back to Life                                                  | Whitman Bennett                                                           | États-Unis                                       | Vie de Civil                                                                 |
| 1925  | La Grande Parade                                              | King Vidor                                                                | États-Unis                                       | Front de l'Ouest                                                             |
| 1925  | Makers of Men                                                 | Forrest Sheldon                                                           | États-Unis                                       | Front de l'Ouest                                                             |
| 1925  | His Master’s Voice                                            | Renaud Hoffman                                                            | États-Unis                                       | Front de l'Ouest                                                             |
| 1925  | The Crowded Hour                                              | E. Mason Hopper                                                           | États-Unis                                       | Front de l'Ouest                                                             |
| 1925  | L'Ange des ténèbres                                           | George Fitzmaurice                                                        | États-Unis                                       | Front de l'Ouest                                                             |
| 1926  | Die versunkene Flotte                                         | Manfred Noa et Graham Hewett                                              | République de Weimar                             | Guerre navale durant la Première Guerre mondiale                             |
| 1926  | Mons                                                          | Walter Summers                                                            | Royaume-Uni                                      | Front de l'Ouest                                                             |
| 1926  | Behind the Front                                              | A. Edward Sutherland                                                      | États-Unis                                       | Comédie                                                                      |
| 1926  | Private Izzy Murphy                                           | Lloyd Bacon                                                               | États-Unis                                       | Comédie                                                                      |
| 1926  | Au service de la gloire                                       | Raoul Walsh                                                               | États-Unis                                       | Front de l'Ouest                                                             |
| 1926  | The Unknown Soldier                                           | Renaud Hoffman                                                            | États-Unis                                       | Front de l'Ouest                                                             |
| 1926  | L'Aigle bleu                                                  | John Ford                                                                 | États-Unis                                       | Guerre sous marine                                                           |
| 1926  | Mare Nostrum                                                  | Rex Ingram                                                                | États-Unis                                       | Espionnage                                                                   |
| 1926  | In der Heimat, da gibt's ein Wiedersehn!                      | Leo Mittler et Reinhold Schünzel                                          | République de Weimar                             | Front de l'Ouest                                                             |
| 1926  | Remember                                                      | David Selman                                                              | États-Unis                                       | Vie de Civil                                                                 |
| 1926  | Her Man o' War                                                | Frank Urson                                                               | États-Unis                                       | Vie de Civil                                                                 |
| 1926  | En plongée                                                    | Jacques Robert                                                            | États-Unis                                       | Espionnage                                                                   |
| 1926  | The Better 'Ole                                               | Charles Reisner                                                           | États-Unis                                       | Espionnage                                                                   |
| 1926  | Three Faces East                                              | Rupert Julian                                                             | États-Unis                                       | Espionnage                                                                   |
| 1926  | The Great Deception                                           | Howard Higgin                                                             | États-Unis                                       | Espionnage                                                                   |
| 1926  | Mademoiselle from Armentieres                                 | Maurice Elvey                                                             | États-Unis                                       | Espionnage                                                                   |
| 1926  | Unsere Emden                                                  | Louis Ralph                                                               | République de Weimar                             | Théâtre océanien de la Première Guerre mondiale                              |
| 1927  | Kreuzer Emden                                                 | Louis Ralph                                                               | République de Weimar                             | Théâtre océanien de la Première Guerre mondiale                              |
| 1927  | Rookies                                                       | Sam Wood                                                                  | États-Unis                                       | Front de l'Ouest                                                             |
| 1927  | L'Heure suprême                                               | Emory Johnson                                                             | États-Unis                                       | Front de l'Ouest                                                             |
| 1927  | The Lone Eagle                                                | Emory Johnson                                                             | États-Unis                                       | Front de l'Ouest                                                             |
| 1927  | Le Film du Poilu                                              | Henri Desfontaines                                                        | France                                           | Front de l'Ouest                                                             |
| 1927  | Son plus beau combat                                          | Alfred Santell                                                            | États-Unis                                       | Front de l'Ouest                                                             |
| 1927  | Ein Tag der Rosen im August                                   | Max Mack                                                                  | République de Weimar                             | Front de l'Ouest                                                             |
| 1927  | Dr. Bessels Verwandlung                                       | Richard Oswald                                                            | République de Weimar                             | Front de l'Ouest                                                             |
| 1927  | A Dog of the Regiment                                         | D. Ross Lederman                                                          | États-Unis                                       | Front de l'Ouest                                                             |
| 1927  | Verdun tel que le poilu l'a vécu                              | Emile Buhot                                                               | France                                           | Front de l'Ouest                                                             |
| 1927  | Hotel Imperial                                                | Mauritz Stiller                                                           | États-Unis                                       | Front de l'Est                                                               |
| 1927  | La Fin de Saint-Pétersbourg                                   | Vsevolod Poudovkine                                                       | Union soviétique                                 | Front de l'Est                                                               |
| 1927  | Barbed Wire                                                   | Rowland V. Lee et Mauritz Stiller                                         | États-Unis                                       | Prisonniers de guerre                                                        |
| 1927  | Two Arabian Knights                                           | Lewis Milestone                                                           | États-Unis                                       | Comédie                                                                      |
| 1927  | Hard-Boiled Haggerty                                          | Charles Brabin                                                            | États-Unis                                       | Guerre Aérienne                                                              |
| 1927  | Richthofen                                                    | Desider Kertesz et Peter Joseph                                           | République de Weimar                             | Guerre Aérienne                                                              |
| 1927  | Les Ailes                                                     | William A. Wellman                                                        | États-Unis                                       | Guerre Aérienne                                                              |
| 1927  | His Foreign Wife                                              | John P. McCarthy                                                          | États-Unis                                       | Vie de Civil                                                                 |
| 1927  | The Enemy                                                     | Fred Niblo                                                                | États-Unis                                       | Vie de Civil                                                                 |
| 1927  | Motherland                                                    | G. B. Samuelson                                                           | États-Unis                                       | Vie de Civil                                                                 |
| 1927  | Après la guerre                                               | Adrian Brunel                                                             | Royaume-Uni                                      | Vie de Civil                                                                 |
| 1927  | Ein Tag der Rosen im August                                   | Max Mack                                                                  | République de Weimar                             | Vie de Civil                                                                 |
| 1927  | Barbed Wire                                                   | Rowland V. Lee et Mauritz Stiller                                         | États-Unis                                       | Vie de Civil                                                                 |
| 1927  | Now We're in the Air                                          | Frank R. Strayer                                                          | États-Unis                                       | Comédie                                                                      |
| 1927  | Spuds                                                         | Edward Ludwig                                                             | République de Weimar                             | Espionnage                                                                   |
| 1927  | Mata Hari                                                     | Friedrich Fehér                                                           | République de Weimar                             | Espionnage                                                                   |
| 1927  | Ham and Eggs at the Front                                     | Roy Del Ruth                                                              | États-Unis                                       | Espionnage                                                                   |
| 1928  | Devil Dogs                                                    | Fred Windemere                                                            | États-Unis                                       | Comédie                                                                      |
| 1928  | Top Sergeant Mulligan                                         | James P. Hogan                                                            | États-Unis                                       | Comédie                                                                      |
| 1928  | L'équipage                                                    | Maurice Tourneur                                                          | France                                           | Guerre Aérienne                                                              |
| 1928  | Les Pilotes de la mort                                        | William A. Wellman                                                        | États-Unis                                       | Guerre Aérienne                                                              |
| 1928  | Dawn                                                          | Herbert Wilcox                                                            | Royaume-Uni                                      | Espionnage                                                                   |
| 1928  | Lingerie                                                      | George Melford                                                            | États-Unis                                       | Vie de Civil                                                                 |
| 1928  | Les Quatre Fils                                               | John Ford                                                                 | États-Unis                                       | Front de l'Ouest                                                             |
| 1928  | Le Chant du prisonnier                                        | Joe May                                                                   | République de Weimar                             | Prisonniers de guerre                                                        |
| 1928  | For Valour                                                    | G.B. Samuelson                                                            | États-Unis                                       | Front de l'Ouest                                                             |
| 1928  | Verdun, visions d'histoire                                    | Léon Poirier                                                              | France                                           | Front de l'Ouest                                                             |
| 1928  | Under the Black Eagle                                         | W. S. Van Dyke                                                            | États-Unis                                       | Front de l'Ouest                                                             |
| 1928  | Tillie's Punctured Romance                                    | A. Edward Sutherland                                                      | États-Unis                                       | Front de l'Ouest                                                             |
| 1928  | L'arche de Noé                                                | Michael Curtiz                                                            | États-Unis                                       | Front de l'Ouest                                                             |
| 1928  | Ciel de gloire                                                | George Fitzmaurice et Frank Lloyd                                         | États-Unis                                       | Vie de Civil                                                                 |
| 1928  | Dawn                                                          | Herbert Wilcox                                                            | Royaume-Uni                                      | Vie de Civil                                                                 |
| 1928  | Le Rêve immolé                                                | Richard Wallace                                                           | États-Unis                                       | Vie de Civil                                                                 |
| 1928  | Un cœur à la traîne                                           | William Wyler                                                             | États-Unis                                       | Vie de Civil                                                                 |
| 1928  | L'Âme d'une nation                                            | Edward Sloman                                                             | États-Unis                                       | Vie de Civil                                                                 |
| 1928  | L'Équipage                                                    | Maurice Tourneur                                                          | France                                           | Vie de Civil                                                                 |
| 1928  | Heart Trouble                                                 | Harry Langdon et Doris Dawson                                             | États-Unis                                       | Vie de Civil                                                                 |
| 1928  | The Exploits of the Emden                                     | Ken G. Hall                                                               | Australie République de Weimar                   | Théâtre océanien de la Première Guerre mondiale (Combat des îles Cocos)      |
| 1928  | L'Épave vivante                                               | Frank Capra                                                               | États-Unis                                       | Guerre sous marine                                                           |
| 1929  | Sa vie m'appartient                                           | James Tinling                                                             | États-Unis                                       | Front de l'Ouest                                                             |
| 1929  | Elle s'en va-t-en guerre                                      | Henry King                                                                | États-Unis                                       | Front de l'Ouest                                                             |
| 1929  | Blaze o' Glory                                                | George Crone et Renaud Hoffman                                            | États-Unis                                       | Front de l'Ouest                                                             |
| 1929  | Arsenal                                                       | Alexandre Dovjenko                                                        | Union soviétique                                 | Front de l'Est                                                               |
| 1929  | Force                                                         | John Cromwell                                                             | États-Unis                                       | Vie de Civil                                                                 |
| 1929  | L'Isolé                                                       | Frank Borzage                                                             | États-Unis                                       | Vie de Civil                                                                 |
| 1929  | Débris de l'empire                                            | Fridrikh Ermler                                                           | Union soviétique                                 | Vie de Civil                                                                 |
| 1929  | Elle s'en va-t-en guerre                                      | Henry King                                                                | États-Unis                                       | Vie de Civil                                                                 |
| 1929  | Le Calvaire de Lena X                                         | Josef von Sternberg                                                       | États-Unis                                       | Vie de Civil                                                                 |
| 1929  | Drei Tage auf Leben und Tod - aus dem Logbuch der U.C.1       | Heinz Paul                                                                | République de Weimar                             | Guerre sous marine                                                           |
| 1929  | Le Dieu de la guerre (Бог войны)                              | Efim Dzigan                                                               | Union soviétique                                 | Vie de Civil                                                                 |
| 1929  | The Burgomaster of Stilemonde                                 | George Banfield                                                           | Royaume-Uni                                      | Vie de Civil                                                                 |
| 1929  | La Garde noire                                                | John Ford                                                                 | États-Unis                                       | Espionnage                                                                   |
| 1929  | Marianne                                                      | Robert Z. Leonard                                                         | États-Unis                                       | Front de l'Ouest                                                             |
| 1929  | True Heaven                                                   | James Tinling                                                             | États-Unis                                       | Espionnage                                                                   |
| 1929  | Espionnage ou la Guerre sans armes                            | Jean Choux                                                                | France                                           | Espionnage                                                                   |
| 1929  | Le Vautour                                                    | John G. Blyston                                                           | États-Unis                                       | Guerre Aérienne                                                              |
| 1929  | Riley of the Rainbow Division                                 | Bobby Ray                                                                 | États-Unis                                       | Comédie                                                                      |
| 1930  | Scapa Flow                                                    | Leo Lasko                                                                 | République de Weimar                             | Bataille de l'Atlantique                                                     |
| 1930  | The Case of Sergeant Grischa                                  | Herbert Brenon                                                            | États-Unis                                       | Prisonniers de guerre                                                        |
| 1930  | War Nurse                                                     | Edgar Selwyn                                                              | États-Unis                                       | Front de l'Ouest                                                             |
| 1930  | La Fin du voyage                                              | James Whale                                                               | Royaume-Uni États-Unis                           | Front de l'Ouest                                                             |
| 1930  | Seven Days Leave                                              | Richard Wallace                                                           | États-Unis                                       | Front de l'Ouest                                                             |
| 1930  | Les Anges de l'Enfer                                          | Howard Hughes                                                             | États-Unis                                       | Guerre Aérienne                                                              |
| 1930  | La patrouille de l'aube                                       | Howard Hawks                                                              | États-Unis                                       | Guerre Aérienne                                                              |
| 1930  | A Man from Wyoming                                            | Rowland V. Lee                                                            | États-Unis                                       | Front de l'Ouest                                                             |
| 1930  | Quatre de l'infanterie                                        | Georg Wilhelm Pabst                                                       | République de Weimar                             | Front de l'Ouest                                                             |
| 1930  | À l'Ouest, rien de nouveau                                    | Lewis Milestone                                                           | États-Unis                                       | Front de l'Ouest                                                             |
| 1930  | Young Eagles                                                  | William A. Wellman                                                        | États-Unis                                       | Guerre Aérienne                                                              |
| 1930  | Hommes sans femmes                                            | John Ford                                                                 | États-Unis                                       | Guerre sous marine                                                           |
| 1930  | A Soldier's Plaything                                         | Michael Curtiz                                                            | États-Unis                                       | Comédie                                                                      |
| 1930  | Buster s’en va-t-en guerre                                    | Edward Sedgwick                                                           | États-Unis                                       | Comédie                                                                      |
| 1930  | The W Plan                                                    | Victor Saville                                                            | États-Unis                                       | Espionnage                                                                   |
| 1930  | Inside the Lines                                              | Roy Pomeroy                                                               | États-Unis                                       | Espionnage                                                                   |
| 1930  | Young Eagles                                                  | William A. Wellman                                                        | États-Unis                                       | Espionnage                                                                   |
| 1930  | Agent Z 1 (Three Faces East)                                  | Roy Del Ruth                                                              | États-Unis                                       | Espionnage                                                                   |
| 1930  | The Virtuous Sin                                              | George Cukor et Louis Gasnier                                             | États-Unis                                       | Comédie                                                                      |
| 1931  | East Lynne on the Western Front                               | George Pearson                                                            | États-Unis                                       | Comédie                                                                      |
| 1931  | Le Corsaire de l'Atlantique                                   | John Ford                                                                 | États-Unis                                       | Guerre sous marine                                                           |
| 1931  | Diggers                                                       | F. W. Thring                                                              | Australie                                        | Comédie                                                                      |
| 1931  | Body and Soul                                                 | Alfred Santell                                                            | États-Unis                                       | Guerre Aérienne                                                              |
| 1931  | Mata Hari                                                     | George Fitzmaurice                                                        | États-Unis                                       | Espionnage                                                                   |
| 1931  | Men of the Sky                                                | Albert E. Green                                                           | États-Unis                                       | Espionnage                                                                   |
| 1931  | Agent X 27                                                    | Josef von Sternberg                                                       | États-Unis                                       | Espionnage                                                                   |
| 1931  | The Gay Diplomat                                              | Richard Boleslawski                                                       | États-Unis                                       | Espionnage                                                                   |
| 1931  | A Woman of Experience                                         | Harry Joe Brown                                                           | États-Unis                                       | Espionnage                                                                   |
| 1931  | In the Employ of the Secret Service                           | Gustav Ucicky                                                             | États-Unis                                       | Espionnage                                                                   |
| 1931  | Dumb Patrol                                                   | Hugh Harman et Rudolf Ising                                               | États-Unis                                       | Guerre Aérienne                                                              |
| 1931  | Surrender                                                     | William K. Howard                                                         | États-Unis                                       | Prisonniers de guerre                                                        |
| 1931  | L'Autre Côté                                                  | Heinz Paul                                                                | République de Weimar                             | Front de l'Ouest                                                             |
| 1931  | Beyond Victory                                                | Jean Robertson                                                            | États-Unis                                       | Front de l'Ouest                                                             |
| 1931  | Surrender                                                     | William K. Howard                                                         | États-Unis                                       | Front de l'Ouest                                                             |
| 1931  | La Zone de la mort                                            | Victor Trivas                                                             | République de Weimar                             | Front de l'Ouest                                                             |
| 1931  | Bosko the Doughboy                                            | Hugh Harman                                                               | États-Unis                                       | Comédie                                                                      |
| 1931  | Tell England                                                  | Anthony Asquith et Geoffrey Barkas                                        | Royaume-Uni                                      | Front du Moyen-Orient                                                        |
| 1931  | Waterloo Bridge                                               | James Whale                                                               | États-Unis                                       | Vie de Civil                                                                 |
| 1931  | Chances                                                       | Allan Dwan                                                                | États-Unis                                       | Vie de Civil                                                                 |
| 1931  | 1914, fleurs meurtries                                        | Richard Oswald                                                            | République de Weimar                             | Vie de Civil                                                                 |
| 1931  | Viktoria und ihr Husar                                        | Richard Oswald                                                            | République de Weimar                             | Vie de Civil                                                                 |
| 1931  | Suicide Fleet                                                 | Albert S. Rogell                                                          | États-Unis                                       | Guerre navale durant la Première Guerre mondiale                             |
| 1932  | Sky Devils                                                    | Edward Sutherland et Busby Berkeley                                       | États-Unis                                       | Vie de Civil                                                                 |
| 1932  | Chagrin d'amour                                               | Sidney Franklin                                                           | États-Unis                                       | Front de l'Ouest                                                             |
| 1932  | Les Croix de bois                                             | Raymond Bernard                                                           | France                                           | Front de l'Ouest                                                             |
| 1932  | Tannenberg                                                    | Heinz Paul                                                                | République de Weimar                             | Front de l'Est                                                               |
| 1932  | Sous le casque de cuir                                        | Albert de Courville                                                       | France                                           | Front de l'Est                                                               |
| 1932  | Les Monts en flammes                                          | Joë Hamman et Luis Trenker                                                | France République de Weimar                      | Front italien                                                                |
| 1932  | Doomed Battalion                                              | Cyril Gardner                                                             | États-Unis                                       | Front italien                                                                |
| 1932  | L'Adieu aux armes                                             | Frank Borzage                                                             | États-Unis                                       | Front italien                                                                |
| 1932  | Je suis un évadé                                              | Mervyn LeRoy                                                              | États-Unis                                       | Vie de Civil                                                                 |
| 1932  | Scarlet Dawn                                                  | William Dieterle                                                          | République de Weimar États-Unis                  | Vie de Civil                                                                 |
| 1932  | Kreuzer Emden                                                 | Louis Ralph                                                               | République de Weimar                             | Guerre sous marine                                                           |
| 1932  | Le Démon du sous-marin                                        | Marion Gering                                                             | États-Unis                                       | Guerre sous marine                                                           |
| 1932  | La Femme de Monte Carlo                                       | Michael Curtiz                                                            | États-Unis                                       | Guerre sous marine                                                           |
| 1932  | Les Sans-soucis                                               | George Marshall et Ray McCarey                                            | États-Unis                                       | Comédie                                                                      |
| 1932  | Goodnight, Vienna                                             | Herbert Wilcox                                                            | États-Unis                                       | Comédie                                                                      |
| 1932  | Josser in the Army                                            | Norman Lee                                                                | États-Unis                                       | Espionnage                                                                   |
| 1932  | A Passport to Hell                                            | Frank Lloyd                                                               | États-Unis                                       | Espionnage                                                                   |
| 1932  | Under False Flag                                              | Johannes Meyer                                                            | États-Unis                                       | Espionnage                                                                   |
| 1932  | Die unsichtbare Front                                         | Richard Eichberg                                                          | République de Weimar                             | Espionnage                                                                   |
| 1933  | La Fille du régiment                                          | Pierre Billon et Carl Lamac                                               | France                                           | Comédie                                                                      |
| 1933  | La Sœur blanche                                               | Victor Fleming                                                            | États-Unis                                       | Front italien                                                                |
| 1933  | Capturé                                                       | Roy Del Ruth                                                              | États-Unis                                       | Prisonniers de guerre                                                        |
| 1933  | Le Faubourg                                                   | Boris Barnet                                                              | Union soviétique                                 | Front de l'Est                                                               |
| 1933  | J'étais une espionne                                          | Victor Saville                                                            | Royaume-Uni                                      | Espionnage                                                                   |
| 1933  | Les Sacrifiés                                                 | George Archainbaud                                                        | États-Unis                                       | Espionnage                                                                   |
| 1933  | After Tonight                                                 | George Archainbaud                                                        | États-Unis                                       | Espionnage                                                                   |
| 1933  | On Secret Service                                             | Arthur B. Woods                                                           | États-Unis                                       | Espionnage                                                                   |
| 1933  | Spione am Werk                                                | Gerhard Lamprecht                                                         | Reich allemand                                   | Espionnage                                                                   |
| 1933  | L'Homme des services secrets                                  | Gerhard Lamprecht                                                         | Reich allemand                                   | Espionnage                                                                   |
| 1933  | Private Jones                                                 | Russell Mack                                                              | États-Unis                                       | Front de l'Ouest                                                             |
| 1933  | Héros à vendre                                                | William A. Wellman                                                        | États-Unis                                       | Front de l'Ouest                                                             |
| 1933  | Cavalcade                                                     | Frank Lloyd                                                               | États-Unis                                       | Vie de Civil                                                                 |
| 1933  | Une nuit seulement                                            | John M. Stahl                                                             | États-Unis                                       | Vie de Civil                                                                 |
| 1933  | Après nous le déluge                                          | Howard Hawks                                                              | États-Unis                                       | Vie de Civil                                                                 |
| 1933  | Ace of Aces                                                   | J. Walter Ruben                                                           | États-Unis                                       | Guerre Aérienne                                                              |
| 1933  | Après nous le déluge                                          | Howard Hawks                                                              | États-Unis                                       | Guerre Aérienne et Guerre navale durant la Première Guerre mondiale          |
| 1933  | L'Aigle et le Vautour                                         | Stuart Walker                                                             | États-Unis                                       | Guerre Aérienne                                                              |
| 1933  | Toujours dans mon cœur                                        | Archie Mayo                                                               | États-Unis                                       | Vie de Civil                                                                 |
| 1933  | Hell Below                                                    | Jack Conway                                                               | États-Unis                                       | Guerre sous marine                                                           |
| 1933  | Morgenrot                                                     | Gustav Ucicky                                                             | Reich allemand                                   | Guerre sous marine                                                           |
| 1934  | Freedom of the Seas                                           | Marcel Varnel                                                             | Royaume-Uni                                      | Guerre navale durant la Première Guerre mondiale                             |
| 1934  | Keep 'Em Rolling                                              | George Archainbaud                                                        | États-Unis                                       | Front de l'Ouest                                                             |
| 1934  | La Patrouille perdue                                          | John Ford                                                                 | États-Unis                                       | Front du Moyen orient                                                        |
| 1934  | Hell in the Heavens                                           | John G. Blystone                                                          | États-Unis                                       | Guerre Aérienne                                                              |
| 1934  | Die Reiter von Deutsch-Ostafrika                              | Herbert Selpin                                                            | Reich allemand                                   | Campagne d'Afrique                                                           |
| 1934  | Stoßtrupp 1917                                                | Ludwig Schmid-Wildy et Hans Zöberlein                                     | Reich allemand                                   | Front de l'Ouest                                                             |
| 1934  | Le Monde en marche                                            | John Ford                                                                 | États-Unis                                       | Vie de Civil                                                                 |
| 1934  | The Fountain                                                  | Ann Harding                                                               | États-Unis                                       | Vie de Civil                                                                 |
| 1934  | Les Nuits moscovites                                          | Alexis Granowsky                                                          | France                                           | Vie de Civil                                                                 |
| 1934  | My Old Dutch                                                  | Sinclair Hill                                                             | Royaume-Uni                                      | Vie de Civil                                                                 |
| 1934  | Ein Mann will nach Deutschland                                | Paul Wegener                                                              | Reich allemand                                   | Vie de Civil                                                                 |
| 1934  | Madame Spy                                                    | Karl Freund                                                               | États-Unis                                       | Espionnage                                                                   |
| 1934  | L'Espionne Fräulein Doktor                                    | Sam Wood                                                                  | États-Unis                                       | Espionnage                                                                   |
| 1934  | Crimson Romance                                               | David Howard                                                              | États-Unis                                       | Guerre Aérienne                                                              |
| 1935  | Mein Leben für Maria Isabell                                  | Erich Waschneck                                                           | Reich allemand                                   | Front de l'Est                                                               |
| 1935  | Intelligence Service                                          | Louis J. Gasnier et Charles Barton                                        | États-Unis                                       | Espionnage                                                                   |
| 1935  | Henker, Frauen und Soldaten                                   | Johannes Meyer                                                            | Reich allemand                                   | Front de l'Est                                                               |
| 1935  | Stradivarius                                                  | Géza von Bolváry                                                          | France Reich allemand                            | Vie de Civil                                                                 |
| 1935  | L'Équipage                                                    | Anatole Litvak                                                            | France                                           | Guerre Aérienne                                                              |
| 1935  | L'Ange des ténèbres                                           | Sidney Franklin                                                           | États-Unis                                       | Vie de Civil                                                                 |
| 1935  | Code secret                                                   | William K. Howard                                                         | États-Unis                                       | Espionnage                                                                   |
| 1935  | Moscow Nights                                                 | Anthony Asquith                                                           | États-Unis                                       | Espionnage                                                                   |
| 1935  | On Secret Service                                             | Arthur B. Woods                                                           | États-Unis                                       | Espionnage                                                                   |
| 1935  | The Crouching Beast                                           | Victor Hanbury                                                            | États-Unis                                       | Espionnage                                                                   |
| 1935  | Intelligence Service                                          | Louis Gasnier et Charles Barton                                           | États-Unis                                       | Espionnage                                                                   |
| 1935  | Marin de Sa Majesté                                           | Walter Forde et Anthony Asquith                                           | Royaume-Uni                                      | Guerre sous marine                                                           |
| 1935  | Territorial Militia                                           | Mario Bonnard                                                             | Italie                                           | Comédie                                                                      |
| 1936  | Héros malgré lui                                              | Lloyd Bacon                                                               | États-Unis                                       | Comédie                                                                      |
| 1936  | L'amiral mène la danse                                        | Roy Del Ruth                                                              | États-Unis                                       | Comédie                                                                      |
| 1936  | Les Chemins de la gloire                                      | Howard Hawks                                                              | États-Unis                                       | Front de l'Ouest                                                             |
| 1936  | Das Schloß in Flandern                                        | Géza von Bolváry                                                          | Reich allemand                                   | Front de l'Ouest                                                             |
| 1936  | Suzy                                                          | George Fitzmaurice                                                        | États-Unis                                       | Espionnage                                                                   |
| 1936  | L'Espionne Elsa                                               | Robert Florey                                                             | États-Unis                                       | Espionnage                                                                   |
| 1936  | Quatre de l'espionnage                                        | Alfred Hitchcock                                                          | États-Unis                                       | Espionnage                                                                   |
| 1936  | Everything Is Thunder                                         | Milton Rosmer)                                                            | Royaume-Uni                                      | Prisonniers de guerre                                                        |
| 1936  | La Cavalerie héroïque                                         | Goffredo Alessandrini                                                     | Royaume d'Italie                                 | Front italien                                                                |
| 1936  | La Révolte des zombies                                        | Victor Halperin                                                           | États-Unis                                       | Front italien                                                                |
| 1936  | Suzy                                                          | George Fitzmaurice                                                        | États-Unis                                       | Espionnage                                                                   |
| 1936  | Standschütze Bruggler                                         | Werner Klingler                                                           | Reich allemand                                   | Vie de Civil                                                                 |
| 1936  | Le Chant des cloches                                          | Gregory Ratoff et Otto Brower                                             | États-Unis                                       | Vie de Civil                                                                 |
| 1937  | Signal in der Nacht                                           | Richard Schneider-Edenkoben                                               | Reich allemand                                   | Front italien                                                                |
| 1937  | L'Île des veuves                                              | Claude Heymann                                                            | France                                           | Front de l'Ouest                                                             |
| 1937  | The Woman I Love                                              | Anatole Litvak                                                            | France                                           | Guerre Aérienne                                                              |
| 1937  | La Grande Illusion                                            | Jean Renoir                                                               | France                                           | Prisonniers de guerre                                                        |
| 1937  | Sœurs d'armes                                                 | Léon Poirier                                                              | France                                           | Espionnage                                                                   |
| 1937  | Secret Lives                                                  | Edmond T. Gréville                                                        | Royaume-Uni                                      | Espionnage                                                                   |
| 1937  | Amour d'espionne                                              | Gregory Ratoff                                                            | États-Unis                                       | Espionnage                                                                   |
| 1937  | Le Mystère de la Section 8                                    | Victor Saville                                                            | Royaume-Uni                                      | Espionnage                                                                   |
| 1937  | Mademoiselle Docteur                                          | Edmond T. Gréville                                                        | Royaume-Uni                                      | Espionnage                                                                   |
| 1937  | Salonique, nid d'espions                                      | Georg Wilhelm Pabst                                                       | France                                           | Espionnage                                                                   |
| 1937  | Marthe Richard, au service de la France                       | Raymond Bernard                                                           | France                                           | Espionnage                                                                   |
| 1937  | Unternehmen Michael                                           | Karl Ritter                                                               | Reich allemand                                   | Front de l'Ouest                                                             |
| 1937  | L'Heure suprême                                               | Henry King                                                                | États-Unis                                       | Front de l'Ouest                                                             |
| 1937  | On lui donna un fusi                                          | W. S. Van Dyke                                                            | États-Unis                                       | Front de l'Ouest                                                             |
| 1937  | Patrioten                                                     | Karl Ritter                                                               | Reich allemand                                   | Vie de Civil                                                                 |
| 1937  | Sunset in Vienna                                              | Norman Walke                                                              | Royaume-Uni                                      | Vie de Civil                                                                 |
| 1937  | Jericho                                                       | Thornton Freeland                                                         | États-Unis                                       | Vie de Civil                                                                 |
| 1937  | Sous-marin D-1                                                | Lloyd Bacon                                                               | États-Unis                                       | Guerre sous marine                                                           |
| 1937  | Le Cuirassé Sebastopol                                        | Karl Anton                                                                | Reich allemand                                   | Front de l'Est                                                               |
| 1937  | Passeurs d'hommes (Mannen overvoerders)                       | René Jayet                                                                | France Belgique                                  | Front de l'Ouest (Atlas V)                                                   |
| 1938  | Pour le mérite                                                | Karl Ritter                                                               | Reich allemand                                   | Guerre Aérienne                                                              |
| 1938  | Patrouille en mer                                             | John Ford                                                                 | États-Unis                                       | Guerre sous marine                                                           |
| 1938  | Les Hommes volants                                            | William A. Wellman                                                        | États-Unis                                       | Guerre Aérienne                                                              |
| 1938  | La Patrouille de l'aube                                       | Edmund Goulding                                                           | États-Unis                                       | Guerre Aérienne                                                              |
| 1938  | Urlaub auf Ehrenwort                                          | Karl Ritter                                                               | Reich allemand                                   | Vie de Civil                                                                 |
| 1938  | Sons of the Legion                                            | James P. Hogan                                                            | États-Unis                                       | Vie de Civil                                                                 |
| 1938  | J'accuse                                                      | Abel Gance                                                                | France                                           | Front de l'Ouest                                                             |
| 1938  | Who Goes Next ?                                               | Maurice Elvey                                                             | Royaume-Uni                                      | Prisonniers de guerre                                                        |
| 1938  | L'Ange impur                                                  | H. C. Potter                                                              | États-Unis                                       | Front de l'Ouest                                                             |
| 1938  | Le Fusilier Wipf                                              | Hermann Haller et Leopold Lindtberg                                       | Suisse                                           | Front de l'Ouest (Histoire de la Suisse pendant la Première Guerre mondiale) |
| 1938  | Le Héros de la Marne                                          | André Hugon                                                               | France                                           | Front de l'Ouest                                                             |
| 1938  | Têtes de pioche                                               | John G. Blystone                                                          | États-Unis                                       | Comédie                                                                      |
| 1938  | Ultimatum                                                     | Robert Wiene                                                              | France                                           | Espionnage                                                                   |
| 1939  | L'espion noir                                                 | Michael Powell                                                            | Royaume-Uni                                      | Espionnage                                                                   |
| 1939  | Deuxième Bureau contre Kommandantur                           | René Jayet et Robert Bibal                                                | France                                           | Espionnage                                                                   |
| 1939  | Edith Cavell                                                  | Herbert Wilcox                                                            | États-Unis                                       | Espionnage                                                                   |
| 1939  | Aufruhr in Damaskus                                           | Gustav Ucicky                                                             | Reich allemand                                   | Front du Moyen-Orient                                                        |
| 1939  | Le Déserteur                                                  | Léonide Moguy                                                             | France                                           | Vie de Civil                                                                 |
| 1939  | Les Otages                                                    | Raymond Bernard                                                           | France                                           | Vie de Civil                                                                 |
| 1939  | Der letzte Appell                                             | Max W. Kimmich                                                            | Reich allemand                                   | Guerre sous marine                                                           |
| 1939  | Tonnerre sur l'Atlantique                                     | George B. Seitz                                                           | États-Unis                                       | Guerre sous marine                                                           |
| 1940  | Le Dictateur                                                  | Charlie Chaplin                                                           | États-Unis                                       | Comédie                                                                      |
| 1940  | João Ratão                                                    | Jorge Brum do Canto                                                       | Estado Novo (Portugal)                           | Front de l'Ouest                                                             |
| 1940  | The Fighting 69th                                             | William Keighley                                                          | États-Unis                                       | Front de l'Ouest                                                             |
| 1940  | Spy for a Day                                                 | Mario Zampi                                                               | États-Unis                                       | Espionnage                                                                   |
| 1940  | British Intelligence Service                                  | Terry O. Morse                                                            | États-Unis                                       | Espionnage                                                                   |
| 1940  | Forty Thousand Horsemen                                       | Charles Chauvel                                                           | Australie                                        | Front du Moyen-Orient                                                        |
| 1940  | Ein Robinson                                                  | Arnold Fanck                                                              | Reich allemand                                   | Vie de Civil                                                                 |
| 1940  | Paradis perdu                                                 | Abel Gance                                                                | France                                           | Front de l'Ouest                                                             |
| 1940  | La Valse dans l'ombre                                         | Mervyn LeRoy                                                              | États-Unis                                       | Vie de Civil                                                                 |
| 1941  | Le Voile bleu                                                 | Jean Stelli                                                               | France                                           | Vie de Civil                                                                 |
| 1941  | Sergent York                                                  | Howard Hawks                                                              | États-Unis                                       | Front de l'Ouest                                                             |
| 1941  | Blutsbrüderschaft                                             | Philipp Lothar Mayring                                                    | Reich allemand                                   | Front de l'Ouest                                                             |
| 1941  | En selle pour l'Allemagne                                     | Arthur Maria Rabenalt                                                     | Reich allemand                                   | Front de l'Ouest                                                             |
| 1941  | Les Blanches Falaises de Douvres                              | Clarence Brown                                                            | États-Unis                                       | Front de l'Ouest                                                             |
| 1942  | Army Surgeon                                                  | A. Edward Sutherland                                                      | États-Unis                                       | Front de l'Ouest                                                             |
| 1943  | Colonel Blimp                                                 | Michael Powell et Emeric Pressburger                                      | Royaume-Uni                                      | Front de l'Ouest                                                             |
| 1943  | Pour moi et ma mie                                            | Busby Berkeley                                                            | États-Unis                                       | Front de l'Ouest                                                             |
| 1944  | Le Président Wilson                                           | Henry King                                                                | États-Unis                                       | Politique                                                                    |
| 1946  | Demain viendra toujours                                       | Irving Piche                                                              | États-Unis                                       | Front de l'Ouest                                                             |
| 1947  | Le Diable au corps                                            | Claude Autant-Lara                                                        | France                                           | Vie de Civil                                                                 |
| 1949  | Verspieltes Leben                                             | Kurt Meisel                                                               | Allemagne de l'Ouest                             | Vie de Civil                                                                 |
| 1950  | Fusillé à l'aube                                              | André Haguet                                                              | France                                           | Espionnage                                                                   |
| 1951  | Senza bandiera                                                | Lionello De Felice                                                        | Italie                                           | Espionnage                                                                   |
| 1951  | Il caimano del Piave                                          | Giorgio Bianchi                                                           | Italie                                           | Front italien                                                                |
| 1951  | L'Odyssée de l'African Queen                                  | C. S. Forester                                                            | États-Unis Royaume-Uni                           | Campagne d'Afrique                                                           |
| 1952  | Deux Durs à cuire                                             | John Ford                                                                 | États-Unis                                       | Comédie                                                                      |
| 1952  | Fratelli d'Italia                                             | Fausto Saraceni                                                           | Italie                                           | Front italien                                                                |
| 1952  | La leggenda del Piave                                         | Riccardo Freda                                                            | Italie                                           | Front italien                                                                |
| 1953  | The Royal African Rifles                                      | Lesley Selander                                                           | États-Unis                                       | Campagne d'Afrique                                                           |
| 1954  | Guai ai vinti                                                 | Raffaello Matarazzo                                                       | Italie                                           | Front italien                                                                |
| 1954  | Les Amants du péché (Amarti è il mio peccato (Suor Celeste))  | Sergio Grieco                                                             | France Italie                                    | Vie de Civil                                                                 |
| 1954  | Haine, Amour et Trahison                                      | Mario Bonnard                                                             | Italie                                           | Front italien                                                                |
| 1954  | School of Courage                                             | ladimir Basov et Mstislav Korchagin                                       | Union soviétique                                 | Front de l'Est                                                               |
| 1955  | À l’est d’Éden                                                | Elia Kazan                                                                | États-Unis                                       | Vie de Civil                                                                 |
| 1955  | La Madelon                                                    | Jean Boyer                                                                | France                                           | Vie de Civil                                                                 |
| 1955  | Le Brave Soldat Chvéïk (Dobrý voják Svejk)                    | Jiří Trnka                                                                | Tchécoslovaquie                                  | Front de l'Est                                                               |
| 1956  | Une fille des Flandres (Ein Mädchen aus Flandern)             | Carl Zuckmayer                                                            | Allemagne de l'Ouest                             | Front de l'Ouest                                                             |
| 1957  | L'adieu aux armes                                             | Charles Vidor                                                             | États-Unis                                       | Front italien                                                                |
| 1957  | Les Sentiers de la gloire                                     | Stanley Kubrick                                                           | États-Unis                                       | Front de l'Ouest                                                             |
| 1957  | De vliegende Hollander                                        | Gerard Rutten                                                             | Allemagne de l'Ouest                             | Guerre Aérienne                                                              |
| 1958  | C'est la guerre                                               | William A. Wellman                                                        | États-Unis                                       | Guerre Aérienne                                                              |
| 1958  | Le Don paisible                                               | Leonid Trauberg                                                           | Union soviétique                                 | Front de l'Est                                                               |
| 1959  | La Grande Guerre                                              | Mario Monicelli                                                           | Italie France                                    | Comédie                                                                      |
| 1959  | Des soldats marchaient                                        | Leonid Trauberg                                                           | Union soviétique                                 | Front de l'Est                                                               |
| 1960  | Le Brave Soldat Chvéïk (Der brave Soldat Schwejk)             | Axel von Ambesser                                                         | Allemagne de l'Ouest                             | Front de l'Est                                                               |
| 1962  | La Forêt des pendus                                           | Liviu Ciulei                                                              | Roumanie                                         | Front de l'Est                                                               |
| 1962  | Jules et Jim                                                  | François Truffau                                                          | France                                           | Front de l'Ouest                                                             |
| 1962  | Le Jour le plus court                                         | Sergio Corbucci                                                           | Italie                                           | Comédie                                                                      |
| 1962  | Lawrence d'Arabie                                             | David Lean                                                                | Royaume-Uni                                      | Front du Moyen-Orient                                                        |
| 1963  | Siege of Fort Bismarck                                        | Kengo Furusawa                                                            | Japon                                            | Front du Pacifique                                                           |
| 1963  | Landru                                                        | Claude Chabrol                                                            | France                                           | Vie de Civil                                                                 |
| 1964  | Le Chant des matelots (Das Lied der Matrosen)                 | Günter Reisch                                                             | Allemagne de l'Est                               | Mutineries de Kiel                                                           |
| 1964  | Pour l’exemple                                                | Joseph Losey                                                              | Royaume-Uni                                      | Front de l'Ouest                                                             |
| 1964  | Dumb Patrol                                                   | Gerry Chiniquy                                                            | États-Unis                                       | Guerre Aérienne                                                              |
| 1964  | Mata Hari, agent H 21                                         | Jean-Louis Richard                                                        | France Italie                                    | Espionnage                                                                   |
| 1964  | Thomas l'imposteur                                            | Georges Franju                                                            | France                                           | Vie de Civil                                                                 |
| 1965  | 3. November 1918                                              | Edwin Zbonek                                                              | Autriche                                         | Vie de Civil                                                                 |
| 1966  | The Mata Hari Case                                            | Paul Verhoeven                                                            | Allemagne de l'Ouest                             | Espionnage                                                                   |
| 1966  | Le Roi de cœur                                                | Philippe de Broca                                                         | France                                           | Comédie                                                                      |
| 1966  | Le Crépuscule des aigles                                      | John Guillermin                                                           | Royaume-Uni                                      | Guerre Aérienne                                                              |
| 1967  | Horizon                                                       | Jacques Rouffio                                                           | France                                           | Vie de Civil                                                                 |
| 1967  | La Fille et le Général                                        | Pasquale Festa Campanile                                                  | France Italie                                    | Front italien                                                                |
| 1968  | Operación Mata Hari                                           | Mariano Ozores                                                            | Italie                                           | Espionnage                                                                   |
| 1969  | Ah Dieu ! que la guerre est jolie                             | Richard Attenborough                                                      | Royaume-Uni                                      | Comédie                                                                      |
| 1969  | Marinemeuterei 1917                                           | Hermann Kugelstadt                                                        | Allemagne de l'Ouest                             | Guerre sous marine                                                           |
| 1969  | Fräulein Doktor                                               | Alberto Lattuada                                                          | Italie Yougoslavie                               | Espionnage                                                                   |
| 1970  | Darling Lili                                                  | Blake Edwards                                                             | États-Unis                                       | Comédie                                                                      |
| 1970  | Les Hommes contre                                             | Francesco Rosi                                                            | Italie Yougoslavie                               | Front italien                                                                |
| 1971  | Johnny s'en va-t-en guerre                                    | Dalton Trumbo                                                             | États-Unis                                       | Front de l'Ouest                                                             |
| 1971  | Le Baron Rouge                                                | Roger Corman                                                              | États-Unis                                       | Guerre Aérienne                                                              |
| 1971  | Zeppelin                                                      | Étienne Périer                                                            | Royaume-Uni                                      | Espionnage                                                                   |
| 1972  | À la guerre comme à la guerre                                 | Bernard Borderie                                                          | France Italie Allemagne de l'Ouest               | Première Guerre mondiale                                                     |
| 1973  | Trader Horn                                                   | Reza Badiyi                                                               | États-Unis                                       | Campagne d'Afrique                                                           |
| 1976  | Le Tigre du ciel                                              | Jack Gold                                                                 | Royaume-Uni                                      | Guerre Aérienne                                                              |
| 1976  | La Victoire en chantant                                       | Jean-Jacques Annaud                                                       | France Côte d'Ivoire Allemagne de l'Ouest Suisse | Campagne d'Afrique                                                           |
| 1976  | Parole d'homme                                                | Peter Hunt                                                                | Royaume-Uni                                      | Campagne d'Afrique                                                           |
| 1977  | Charge of the Model T's                                       | Jim McCullough Sr.                                                        | États-Unis                                       | Espionnage                                                                   |
| 1978  | Les 39 Marches                                                | Don Sharp                                                                 | Royaume-Uni                                      | Espionnage                                                                   |
| 1978  | L'Équipage                                                    | André Michel                                                              | France                                           | Guerre Aérienne                                                              |
| 1979  | À l'Ouest, rien de nouveau                                    | Delbert Mann                                                              | Royaume-Uni États-Unis                           | Front de l'Ouest                                                             |
| 1981  | Gallipoli                                                     | Peter Weir                                                                | Australie                                        | Front du Moyen-Orient                                                        |
| 1982  | L'As des as                                                   | Gérard Oury                                                               | France Allemagne de l'Ouest                      | Guerre Aérienne                                                              |
| 1983  | The Kid Who Couldn't Miss                                     | Paul Cowan                                                                | Canada                                           | Guerre Aérienne                                                              |
| 1983  | Monty Python, le sens de la vie                               | Terry Jones                                                               | Royaume-Uni                                      | Comédie                                                                      |
| 1984  | Fort Saganne                                                  | Alain Corneau                                                             | France                                           | Campagne d'Afrique du Nord                                                   |
| 1985  | Colonel Redl                                                  | István Szabó                                                              | Allemagne de l'Ouest Autriche Hongrie            | Front de l'Est                                                               |
| 1985  | La Femme et l'Étranger                                        | Rainer Simon                                                              | Allemagne de l'Est                               | Prisonniers de guerre                                                        |
| 1985  | Out of Africa                                                 | Sydney Pollack                                                            | États-Unis                                       | Campagne d'Afrique                                                           |
| 1985  | Mata Hari                                                     | Curtis Harrington                                                         | États-Unis                                       | Espionnage                                                                   |
| 1986  | Sky Bandits                                                   | Zoran Perisic                                                             | Royaume-Uni                                      | Guerre Aérienne                                                              |
| 1986  | Biggles                                                       | John Hough                                                                | Royaume-Uni États-Unis                           | Front de l'Ouest                                                             |
| 1987  | La Chevauchée de feu                                          | Simon Wincer                                                              | Australie                                        | Front du Moyen-Orient                                                        |
| 1987  | La Guerre oubliée                                             | Richard Boutet                                                            | Canada                                           | Vie de civil                                                                 |
| 1987  | Les Exploits d'un jeune Don Juan(L'Iniziazione)               | Gianfranco Mingozzi                                                       | France Italie                                    | Vie de civils                                                                |
| 1989  | War Requiem                                                   | Derek Jarman                                                              | Royaume-Uni                                      | Front de l'Ouest                                                             |
| 1990  | Courage Mountain                                              | Christopher Leitch                                                        | France États-Unis                                | Vie de civil                                                                 |
| 1992  | Hedd Wyn                                                      | Paul Turner                                                               | Royaume-Uni                                      | Front de l'Ouest                                                             |
| 1993  | Aces: A Story of the First Air War                            | Raoul Fox                                                                 | Canada                                           | Guerre Aérienne                                                              |
| 1993  | L'Instinct de l'ange                                          | Richard Dembo                                                             | France                                           | Front de l'Ouest                                                             |
| 1994  | Légendes d'automne                                            | Edward Zwick                                                              | États-Unis                                       | Front de l'Ouest                                                             |
| 1995  | La Petite Princesse                                           | Alfonso Cuarón                                                            | États-Unis                                       | Vie de Civil                                                                 |
| 1996  | Capitaine Conan                                               | Bertrand Tavernie                                                         | France                                           | Front des Balkans                                                            |
| 1996  | Le Temps d'aimer                                              | Richard Attenborough                                                      | États-Unis                                       | Front italien                                                                |
| 1996  | Les Alsaciens ou les Deux Mathilde                            | Michel Favart                                                             | France Allemagne                                 | Front de l'Ouest                                                             |
| 1997  | Le Pantalon                                                   | Yves Boisset                                                              | France                                           | Front de l'Ouest                                                             |
| 1997  | Forever                                                       | Nick Willing                                                              | Royaume-Uni                                      | Front de l'Ouest                                                             |
| 1997  | Marthe                                                        | Jean-Loup Hubert                                                          | France                                           | Vie de Civil                                                                 |
| 1997  | Un air si pur...                                              | Yves Angelo                                                               | France                                           | Vie de Civil                                                                 |
| 1998  | The Dance of Shiva                                            | Jamie Payne                                                               | Royaume-Uni                                      | Front de l'Ouest                                                             |
| 1999  | La Tranchée                                                   | William Boyd                                                              | France Royaume-Uni                               | Front de l'Ouest                                                             |
| 1999  | Triunghiul mortii                                             | Sergiu Nicolaescu                                                         | Roumanie                                         | Front de l'Est                                                               |
| 2000  | La Légende de Bagger Vance                                    | Robert Redford                                                            | États-Unis                                       | Comédie                                                                      |
| 2000  | Britannic                                                     | Brian Trenchard-Smith                                                     | États-Unis Royaume-Uni                           | Guerre sous marine                                                           |
| 2001  | Le Bataillon perdu                                            | Russell Mulcahy                                                           | États-Unis                                       | Front de l'Ouest                                                             |
| 2001  | Crinière au vent, une âme indomptable                         | Sergei Bodrov                                                             | États-Unis                                       | Campagne d'Afrique                                                           |
| 2001  | La Chambre des officiers                                      | François Dupeyron                                                         | France                                           | Vie de Civil                                                                 |
| 2002  | War Game                                                      | Dave Unwin                                                                | États-Unis                                       | Front de l'Ouest                                                             |
| 2002  | La Tranchée                                                   | M. J. Bassett                                                             | Royaume-Uni Allemagne                            | Front de l'Ouest                                                             |
| 2003  | La Tranchée des espoirs                                       | Jean-Louis Lorenzi                                                        | France                                           | Front de l'Ouest                                                             |
| 2003  | Mata Hari, la vraie histoire                                  | Alain Tasma                                                               | France                                           | Espionnage                                                                   |
| 2004  | Company K                                                     | Robert Clem                                                               | États-Unis                                       | Front de l'Ouest                                                             |
| 2004  | Un long dimanche de fiançailles                               | Jean-Pierre Jeune                                                         | France États-Unis                                | Front de l'Ouest                                                             |
| 2005  | Les Âmes grises                                               | Yves Angelo                                                               | France                                           | Vie de Civil                                                                 |
| 2005  | Joyeux Noël                                                   | Christian Carion                                                          | France Allemagne Royaume-Uni Belgique Roumanie   | Front de l'Ouest                                                             |
| 2006  | Baruto no Gakuen                                              | Masanobu Deme                                                             | Japon                                            | Prisonniers de guerre                                                        |
| 2006  | Le Ravitailleur                                               | Guillaume Klein                                                           | France                                           | Front de l'Ouest                                                             |
| 2006  | Flyboys                                                       | Tony Bill                                                                 | États-Unis                                       | Guerre Aérienne                                                              |
| 2007  | La France                                                     | Serge Bozon                                                               | France                                           | Front de l'Ouest                                                             |
| 2007  | Mon fils Jack                                                 | Brian Kirk                                                                | Royaume-Uni                                      | Front de l'Ouest                                                             |
| 2008  | Einstein et Eddington                                         | Philip Martin                                                             | Royaume-Uni                                      | Vie de Civil                                                                 |
| 2008  | Saint George Tue le Dragon                                    | Srđan Dragojević                                                          | Serbie Bosnie-Herzégovine Bulgarie               | Front du Moyen-Orient                                                        |
| 2008  | La Bataille de Passchendaele                                  | Paul Gross                                                                | Canada                                           | Front de l'Ouest                                                             |
| 2008  | Baron Rouge                                                   | Nikolai Müllerschön                                                       | Allemagne Royaume-Uni                            | Guerre Aérienne                                                              |
| 2009  | Blanche Maupas                                                | Patrick Jamain                                                            | France                                           | Front de l'Ouest                                                             |
| 2010  | Ghosts of War                                                 | David Sander                                                              | Australie                                        | Front de l'Ouest                                                             |
| 2010  | Commandos de l'ombre                                          | Jeremy Sims                                                               | Australie                                        | Front de l'Ouest                                                             |
| 2011  | Cheval de Guerre                                              | Steven Spielberg                                                          | États-Unis                                       | Front de l'Ouest                                                             |
| 2011  | Sucker Punch                                                  | Zack Snyder                                                               | États-Unis                                       | Front de l'Ouest                                                             |
| 2011  | Allemagne 1918                                                | Bernd Fischerauer                                                         | Allemagne                                        | Politique                                                                    |
| 2011  | The Jockstrap Raiders                                         | Mark J Nelson                                                             | États-Unis                                       | Vie de civil                                                                 |
| 2012  | Die Männer der Emden                                          | Berengar Pfahl                                                            | Allemagne                                        | Théâtre océanien de la Première Guerre mondiale                              |
| 2012  | Clemenceau                                                    | Olivier Guignar                                                           | France                                           | Front de l'Ouest                                                             |
| 2012  | Parade's End                                                  | Tom Stoppard                                                              | Belgique États-Unis Royaume-Uni                  | Vie de civil                                                                 |
| 2012  | Private Peaceful                                              | Pat O'Conno                                                               | Royaume-Uni                                      | Front de l'Ouest                                                             |
| 2013  | An Accidental Soldier                                         | Rachel Ward                                                               | Australie                                        | Front de l'Ouest                                                             |
| 2013  | La Dernière Tranchée (Forbidden Ground)                       | Adrian Powers et Johan Earl                                               | Australie                                        | Front de l'Ouest                                                             |
| 2013  | Gallipoli, la bataille des Dardanelles                        | Kemal Uzun et Serdar Akar                                                 | Turquie                                          | Front du Moyen-Orient                                                        |
| 2013  | William Kelly's War                                           | Geoff Davis                                                               | Australie                                        | Front de l'Ouest                                                             |
| 2014  | Dolomites 1915                                                | Ernst Gossner                                                             | Autriche Italie États-Unis                       | Front italien                                                                |
| 2014  | Maxime Destremau, un destin Polynésien                        | Pascale Berlin Salmon                                                     | France                                           | Guerre sous marine                                                           |
| 2014  | Les Sapins de Noël 1914 (Ёлки 1914, Yolki 1914)               | Timur Bekmambetov, Dmitri Kisseliov et Alexandre Kott                     | Russie                                           | Front de l'Est                                                               |
| 2014  | Torneranno i prati                                            | Ermanno Olmi                                                              | Italie                                           | Front italien                                                                |
| 2014  | Theeb                                                         | Naji Abu Nowar                                                            | Jordanie                                         | Front du Moyen-Orient                                                        |
| 2014  | La Permission                                                 | Philippe Niang                                                            | France                                           | Vie de civil                                                                 |
| 2014  | Sarajevo                                                      | Martin Ambrosch et Kurt Mündl                                             | Allemagne Autriche                               | Vie de civil                                                                 |
| 2014  | Mémoires de jeunesse                                          | James Kent                                                                | Royaume-Uni                                      | Vie de civil                                                                 |
| 2015  | Cafard                                                        | Jan Bulthee                                                               | Belgique                                         | Front de l'Ouest                                                             |
| 2015  | La Peur                                                       | Damien Odoul                                                              | France Canada                                    | Front de l'Ouest                                                             |
| 2015  | Les Fusillés                                                  | Philippe Triboit                                                          | France                                           | Front de l'Ouest                                                             |
| 2015  | Queen of the Desert                                           | Werner Herzog                                                             | États-Unis                                       | Front du Moyen-Orient                                                        |
| 2015  | Bataillon                                                     | Dmitri Meskhiev                                                           | Russie                                           | Front de l'Est                                                               |
| 2015  | Cold Skin                                                     | Xavier Gens                                                               | Espagne France                                   | Front du Pacifique                                                           |
| 2015  | Adama                                                         | Simon Roub                                                                | France                                           | Campagne d'Afrique                                                           |
| 2016  | La Promesse                                                   | Terry George                                                              | États-Unis Espagne                               | Front du Moyen-Orient                                                        |
| 2016  | Game of Aces                                                  | Damien Lay                                                                | États-Unis                                       | Guerre Aérienne                                                              |
| 2016  | The Lost City of Z                                            | James Gray                                                                | États-Unis                                       | Front de l'Ouest                                                             |
| 2017  | Men of Honor                                                  | Saul Dibb                                                                 | Royaume-Uni                                      | Front de l'Ouest                                                             |
| 2017  | Au revoir là-haut                                             | Albert Duponte                                                            | France                                           | Front de l'Ouest                                                             |
| 2017  | Le Lieutenant ottoman                                         | Joseph Ruben                                                              | États-Unis Turquie                               | Front du Moyen-Orient                                                        |
| 2017  | Les Gardiennes                                                | Xavier Beauvois                                                           | France                                           | Vie de civil                                                                 |
| 2017  | Nos années folles                                             | André Téchiné                                                             | France                                           | Vie de civil                                                                 |
| 2017  | Wonder Woman                                                  | Patty Jenkins                                                             | États-Unis Chine                                 | Front de l'Ouest                                                             |
| 2018  | La Chute du Kaiser                                            | Christoph Röhl                                                            | Allemagne                                        | Politique                                                                    |
| 2018  | Le Boche                                                      | Jean Decré                                                                | France                                           | Front de l'Ouest                                                             |
| 2018  | Stubby                                                        | Richard Lanni                                                             | États-Unis Irlande France Canada                 | Front de l'Ouest                                                             |
| 2018  | Sgt. Stubby: An American Hero                                 | Richard Lanni                                                             | États-Unis                                       | Front de l'Ouest                                                             |
| 2018  | Taniel                                                        | Garo Berberian                                                            | Royaume-Uni                                      | Front du Moyen-Orient                                                        |
| 2019  | 1917                                                          | Sam Mendes                                                                | États-Unis Royaume-Uni                           | Front de l'Ouest                                                             |
| 2019  | Tolkien                                                       | Dome Karukoski                                                            | États-Unis                                       | Front de l'Ouest                                                             |
| 2019  | The Great War                                                 | Steven Luke                                                               | États-Unis                                       | Front de l'Ouest                                                             |
| 2019  | Tireur d'élite (Dvēseļu putenis)                              | Dzintars Dreibergs                                                        | Lettonie                                         | Front de l'Est                                                               |
| 2020  | Mosquito                                                      | João Nuno Pinto                                                           | France Portugal Brésil                           | Théâtre africain de la Première Guerre mondiale                              |
| 2021  | L'Enfer sous Terre                                            | J.P. Watts                                                                | Royaume-Uni                                      | Front de l'Ouest                                                             |
| 2021  | The King's Man : Première Mission                             | Matthew Vaughn                                                            | Royaume-Uni États-Unis                           | Espionnage                                                                   |
| 2022  | Bunker                                                        | Adrian Langley                                                            | États-Unis                                       | Front de l'Ouest                                                             |
| 2022  | Tirailleurs                                                   | Mathieu Vadepied                                                          | France                                           | Front de l'Ouest                                                             |
| 2022  | La Guerre des Lulus                                           | Yann Samuell                                                              | France Luxembourg                                | Vie de civil                                                                 |
| 2022  | À l'Ouest, rien de nouveau                                    | Edward Berger                                                             | Allemagne États-Unis Royaume-Uni                 | Front de l'Ouest                                                             |
| 2024  | Campo di battaglia                                            | Gianni Amelio                                                             | Italie                                           | Front Italien                                                                |
| 2024  | Soldat Collins                                                | Jordon Prince-Wright                                                      | Australie                                        | Front de l'Ouest                                                             |
| 2025  | A Farewell to Arms                                            | Michael Winterbottom                                                      | Royaume-Uni                                      | Front Italien                                                                |

## Séries télévisées et téléfilm
| Année(s) | Titre                                             | Réalisateur(s)                  | Pays                                   | Thème                                                            |
| -------- | ------------------------------------------------- | ------------------------------- | -------------------------------------- | ---------------------------------------------------------------- |
| 1971     | La Maison des bois                                | Maurice Pialat                  | France                                 | Front de l'Ouest                                                 |
| 1978     | Le Temps des as                                   | Jean-Louis Lignerat             | Allemagne Belgique France Maroc Suisse | Aviation durant la Première Guerre mondiale                      |
| 1985     | Anzacs                                            | John Dixon et John Clarke       | Australie                              | Première Guerre mondiale                                         |
| 1996     | The Great War and the Shaping of the 20th Century | Carl Byker                      | Royaume-Uni                            | Première Guerre mondiale                                         |
| 2006     | Le Don paisible                                   | Sergueï Bondartchouk            | Russie                                 | Front de l'Est                                                   |
| 2007     | The Great War                                     | Brian McKenna                   | Canada                                 | Histoire militaire du Canada pendant la Première Guerre mondiale |
| 2011     | Aghet : 1915, le génocide arménien                | Eric Friedler                   | Allemagne                              | Génocide arménien                                                |
| 2011     | Downton Abbey                                     | Julian Fellowes                 | Royaume-Uni                            | Première Guerre mondiale (saison 2)                              |
| 2013     | Churchill's First World War                       | Adam Kemp                       | Royaume-Uni                            | Première Guerre mondiale                                         |
| 2013     | The Village                                       | Peter Moffatt                   | Royaume-Uni                            | Vie de civil                                                     |
| 2014     | 14 - Des armes et des mots                        | Jan Peter                       | Allemagne France Canada                | Première Guerre mondiale                                         |
| 2014     | 37 Days                                           | Justin Hardy                    | Royaume-Uni                            | Première Guerre mondiale                                         |
| 2014     | Ceux de 14                                        | Olivier Schatzky                | France                                 | Front de l'Ouest (Guerre de tranchées)                           |
| 2014     | Marie Curie, une femme sur le front               | Alain Brunard                   | France Belgique                        | Front de l'Ouest (Bataille de la Marne)                          |
| 2014     | Nous, les hommes de 14-18 (Our World War)         | Joe Barton                      | Royaume-Uni                            | Première Guerre mondiale                                         |
| 2014     | The Great War: The People's Story                 | Nick Maddocks                   | Royaume-Uni                            | Première Guerre mondiale                                         |
| 2022     | Les Combattantes                                  | Camille Treiner et Cécile Lorne | France Belgique                        | Front de l'Ouest                                                 |
| 2023     | Davos 1917                                        | Adrian Illien                   | Allemagne Suisse                       | Renseignement militaire                                          |

## Documentaires
| Année(s) | Titre                                                                     | Réalisateur(s)                                     | Pays                         | Thème                                                                                           |
| -------- | ------------------------------------------------------------------------- | -------------------------------------------------- | ---------------------------- | ----------------------------------------------------------------------------------------------- |
| 1915     | On the Firing Line with the Germans                                       | Wilbur Durborough et Irving Ries                   | États-Unis                   | Front de l'Est                                                                                  |
| 1915     | How We Fought the Emden                                                   | Charles Cusden                                     | Australie                    | Théâtre océanien de la Première Guerre mondiale (Combat des îles Cocos)                         |
| 1916     | La Bataille de la Somme                                                   | Geoffrey H. Malins                                 | Royaume-Uni                  | Front de l'Ouest (Bataille de la Somme)                                                         |
| 1917     | La Ceinture enchantée (Der magische Gürtel)                               | Hans Brennert                                      | Empire allemand              | U-boot 35                                                                                       |
| 1917     | Graf Dohna und seine Möwe                                                 | Kapitänleutnant Wolf                               | Suisse                       | Guerre navale durant la Première Guerre mondiale                                                |
| 1918     | The Sinking of the Lusitania                                              | Winsor McCay                                       | États-Unis                   | Torpillage du Lusitania                                                                         |
| 1925     | Ypres                                                                     | Walter Summers                                     | Royaume-Uni                  | Front de l'Ouest (Bataille d'Ypres)                                                             |
| 1927     | The Battles of Coronel and Falkland Islands                               | Walter Summers                                     | Royaume-Uni                  | Théâtre océanien de la Première Guerre mondiale (Bataille de Coronel et Bataille des Falklands) |
| 1927     | Verdun tel que le poilu l'a vécu                                          | Emile Buhot                                        | France                       | Front de l'Ouest (Bataille de Verdun)                                                           |
| 1931     | Douaumont - Die Hölle von Verdun                                          | Heinz Paul                                         | République de Weimar         | Front de l'Ouest (Bataille de Verdun)                                                           |
| 1934     | Gloria, la grande guerre                                                  | Roberto Omegna                                     | Italie                       | Première Guerre mondiale                                                                        |
| 1963     | 14-18                                                                     | Jean Aurel                                         | France                       | Première Guerre mondiale                                                                        |
| 1964     | The Great War                                                             | John Terraine et Corelli Barnett                   | Royaume-Uni Canada Australie | Première Guerre mondiale                                                                        |
| 1983     | Les Combattants africains de la Grande Guerre                             | Laurent Dussaux                                    | France                       | Campagne d'Afrique du Nord                                                                      |
| 1998     | Adieu la vie, adieu l'amour…                                              | Gérard Raynal                                      | France                       | Vie de civil                                                                                    |
| 2002     | L'Héroïque cinématographe                                                 | Agnès de Sacy et Laurent Véray                     | France                       | Première Guerre mondiale                                                                        |
| 2003     | Fusillés pour l'exemple                                                   | Patrick Cabouat                                    | France                       | Soldat fusillé pour l'exemple                                                                   |
| 2003     | The First World War                                                       | Jonathan Lewis                                     | Royaume-Uni                  | Première Guerre mondiale                                                                        |
| 2003     | The First World War - The Complete Series                                 | Corina Sturmer et Marcus Kiggell                   | Royaume-Uni                  | Première Guerre mondiale                                                                        |
| 2003     | World War 1 in Colour                                                     | Jonathan Martin                                    | Royaume-Uni                  | Première Guerre mondiale                                                                        |
| 2005     | Gallipoli (La Bataille des Dardanelles)                                   | Tolga Örnek                                        | Turquie                      | Front du Moyen-Orient (Bataille des Dardanelles)                                                |
| 2006     | Blood and Oil: The Middle East in World War I                             | Marty Callaghan                                    | États-Unis                   | Front du Moyen-Orient                                                                           |
| 2006     | Verdun - Aux portes de l'enfer                                            | Oliver Halmburger et Stefan Brauburger             | France                       | Front de l'Ouest (Bataille de Verdun)                                                           |
| 2006     | World War 1: American Legacy                                              | Mark Bussler                                       | États-Unis                   | États-Unis dans la Première Guerre mondiale                                                     |
| 2008     | 14-18 : les derniers héros                                                | Neils rawles                                       | Royaume-Uni                  | Première Guerre mondiale                                                                        |
| 2009     | Paris 1919 : Un traité pour la paix                                       | Paul Cowan                                         | France                       | Signature du Traité de Versaille                                                                |
| 2010     | The First World War from Above                                            | Mark Radice                                        | Royaume-Uni                  | Aviation durant la Première Guerre mondiale                                                     |
| 2014     | Apocalypse, la Première Guerre mondiale                                   | Daniel Costelle, Isabelle Clarke, Mickaël Gamrasni | France                       | Première Guerre mondiale                                                                        |
| 2014     | Beyond Zero: 1914-1918                                                    | Bill Morrison                                      | États-Unis                   | Première Guerre mondiale                                                                        |
| 2014     | Champs de bataille                                                        | Serge Tignères                                     | France                       | Bataille de la Première Guerre mondiale                                                         |
| 2014     | Dans l'ombre de la Grande Guerre                                          | Russell Barnes                                     | Royaume-Uni                  | Première Guerre mondiale                                                                        |
| 2014     | Fango e gloria                                                            | Leonardo Tiberi                                    | Italie                       | Front italien                                                                                   |
| 2014     | Elles étaient en guerre 1914-1918                                         | Fabien Béziat et Hugues Nancy                      | France                       | Femmes pendant la Première Guerre mondiale                                                      |
| 2014     | Im Krieg                                                                  | Nikolai Vialkowitsch                               | Allemagne                    | Première Guerre mondiale                                                                        |
| 2014     | La Grande Guerre des nations                                              | Éric Deroo                                         | France                       | Première Guerre mondiale                                                                        |
| 2014     | Le Soldat méconnu                                                         | Jérémie Malavoy, Hugo Bienvenu et Kevin Manach     | France                       | Augustin Trébuchon                                                                              |
| 2014     | Les photographies oubliées de la Grande Guerre                            | Nick Maddocks                                      | Royaume-Uni                  | Photographie de guerre                                                                          |
| 2015     | 25 April                                                                  | Leanne Pooley                                      | Nouvelle-Zélande             | Front du Moyen-Orient (Bataille des Dardanelles)                                                |
| 2015     | La Première Guerre mondiale : combats sur les mers                        | Andy Twaddle                                       | Royaume-Uni                  | Guerre navale durant la Première Guerre mondiale                                                |
| 2015     | The Millionaires' Unit                                                    | Darroch Greer et Ron King                          | États-Unis                   | Aviation durant la Première Guerre mondiale                                                     |
| 2016     | 1914 - 1918 : La Première Guerre Mondiale                                 | RDM Edition                                        | France                       | Première Guerre mondiale                                                                        |
| 2016     | Verdun, ils ne passeront pas                                              | Serge de Sampigny                                  | France                       | Front de l'Ouest (Bataille de Verdun)                                                           |
| 2016     | Là où poussent les coquelicots                                            | Vincent Marie                                      | France                       | Première Guerre mondiale                                                                        |
| 2017     | Black Jack Pershing: Love and War                                         | Bernard McCoy                                      | États-Unis                   | États-Unis dans la Première Guerre mondiale                                                     |
| 2017     | Ne te fais pas de chagrin                                                 | Romain Potocki                                     | France                       | La chanson de Craonne                                                                           |
| 2017     | Somme 1916 : La Bataille insensée                                         | Jean-François Delassus                             | France                       | Front de l'Ouest (Bataille de la Somme)                                                         |
| 2017     | La guerre des as                                                          | Fabrice Hourlier                                   | France                       | Aviation durant la Première Guerre mondiale                                                     |
| 2017     | Le Rouge et le Gris, Ernst Jünger dans la Grande Guerre                   | François Lagarde                                   | France                       | Première Guerre mondiale                                                                        |
| 2018     | La 1ère guerre mondiale et ses témoins (First World War : People's Story) | Nick Maddocks                                      | Royaume-Uni                  | Première Guerre mondiale                                                                        |
| 2018     | Hello Girls                                                               | James Theres                                       | États-Unis                   | Femmes pendant la Première Guerre mondiale                                                      |
| 2018     | La guerre de tous les français                                            | Cédric Condon                                      | France                       | Vie de civil                                                                                    |
| 2018     | Le Tour du monde des auto-canons-mitrailleuses                            | Bruno Aguila                                       | Belgique                     | Autos-canons belges                                                                             |
| 2018     | Les Oubliés chinois de la Grande Guerre                                   | Régis Prévot                                       | France                       | Travailleurs chinois pendant la Première Guerre mondiale                                        |
| 2018     | Pour les soldats tombés                                                   | Peter Jackson                                      | Royaume-Uni                  | Première Guerre mondiale                                                                        |
| 2018     | Un long voyage vers la guerre (Dugo putovanje u rat)                      | Miloš Škundrić                                     | Serbie                       | Première Guerre mondiale                                                                        |
| 2019     | Le Traité de Versailles, la guerre gagnée, la paix perdue                 | Isabelle Gendre                                    | France                       | Signature du Traité de Versaille                                                                |
| 2020     | Le Lourd Héritage des traités - 1919, la guerre n'est pas finie           | Elias von Salomon                                  | France                       | Signature du Traité de Versaille                                                                |
| 2022     | Bêtes de guerre                                                           | Eric Beauducel                                     | France                       | Animaux durant la Première Guerre mondiale                                                      |
| 2022     | Les Héros de la Somme                                                     | Richard Dormer                                     | France                       | Front de l'Ouest (Bataille de la Somme)                                                         |
| 2023     | Août 1914 : Sur les traces d'un désastre oublié                           | François Bultez et Jérémy Duplouy                  | France                       | Front de l'Ouest (Bataille des Frontières)                                                      |
| 2024     | 1914, et soudain la guerre !                                              | Cédric Gruat                                       | France                       | Première Guerre mondiale                                                                        |
| 2024     | Le Der des der                                                            | Romain Potocki et Manoé David                      | France                       | Première Guerre mondiale                                                                        |

### Article annexe
- Filmographie sur la Seconde Guerre mondiale